# Prometeo americano
Prometeo americano (en inglés: American Prometheus: The Triumph and Tragedy of J. Robert Oppenheimer) es una biografía de 2005 del físico teórico J. Robert Oppenheimer, el líder del Proyecto Manhattan que produjo las primeras armas nucleares, escrita por Kai Bird y Martin J. Sherwin durante un período de veinticinco años. Ganó numerosos premios, incluido el Premio Pulitzer de Biografía o Autobiografía de 2006.
El libro sirvió de inspiración para la película biográfica de Christopher Nolan de 2023, Oppenheimer.

## Resumen
J. Robert Oppenheimer, a menudo acreditado como el "padre de la bomba atómica", fue un físico teórico y director del Laboratorio de Los Álamos del Proyecto Manhattan, que diseñó y construyó las primeras armas nucleares del mundo. La bomba se considera un punto de inflexión crucial y un encuentro significativo entre la ciencia y las armas de guerra. Esto convierte a Oppenheimer no solo en una figura histórica importante, sino también como un símbolo de la ética de la bomba atómica y el discurso político sobre la energía nuclear. El libro profundiza en varios aspectos de la vida de Oppenheimer dentro y fuera del Proyecto Manhattan. Sus primeros años, ambiciones, ideas, relaciones con otros físicos, audiencia de seguridad e impacto también se analizan en el libro.

## Producción
El historiador Martin J. Sherwin, que previamente había escrito A World Destroyed: Hiroshima and Its Legacies (1975), comenzó a trabajar en la biografía de Oppenheimer en 1979, y firmó el primer contrato con la editorial Knopf, el 13 de marzo de 1980, por $70.000. Entre 1979 y 1985 realizó entrevistas "con 112 personas en su órbita [de Oppenheimer]", incluido su amigo Haakon Chevalier y su hijo Peter, quien rechazó una entrevista formal. Sherwin reunió "unas 50.000 páginas de entrevistas, transcripciones, cartas, diarios, documentos desclasificados y expedientes del FBI, almacenados en cajas aparentemente interminables en su sótano, ático y oficina". Después de que llegó la fecha límite, y después de la jubilación de su editor, Sherwin aún no había terminado el libro. Thomas Powers escribe que "los historiadores del tema, un pequeño grupo de chismosos, sugirieron que Sherwin fue la última víctima de la maldición de Oppenheimer". El libro se convirtió en una broma en la familia de Sherwin, y él dijo "que se iba a llevar el libro a la tumba".
En 1999, Sherwin invitó a su amigo, el escritor y editor Kai Bird, que ya había escrito dos biografías políticas, a unirse a él y armarlas en un formato cohesivo y legible. Al principio, Bird se negó, pero finalmente accedió a trabajar en el libro y ambos autores firmaron un nuevo contrato con Knopf por 290.000 dólares adicionales. Bird escribió borradores que luego fueron revisados y reescritos por Sherwin.
El título provisional del libro era Oppie, pero fue vetado por su editor. Susan Goldmark, esposa de Bird, sugirió el nuevo título: "Prometeo... fuego... la bomba es este fuego. Y podrías poner 'estadounidense' allí". Sherwin dijo que su amigo Ronald Steel sugirió de forma independiente el mismo título. La primera comparación de los físicos que hicieron posible la bomba con Prometeo fue en el Scientific Monthly en septiembre de 1945: "Los prometeos modernos han asaltado el Monte Olimpo nuevamente y han traído para el hombre los mismos rayos de Zeus".

## Recepción
El libro fue elogiado por la crítica. El Boston Globe escribió que el libro "se erige como un Everest entre las montañas de libros sobre el proyecto de la bomba y Oppenheimer, y es un logro que probablemente no será superado ni igualado". Janet Maslin escribió en su reseña de The New York Times que " American Prometheus alinea las decisiones más críticas de su sujeto tanto con su educación temprana como con su desentrañamiento final. Logra comprender profundamente su comportamiento más dañino y contradictorio". También señala que es "un examen y una síntesis exhaustivos, a veces abrumadores en su detalle". Otro crítico señala que "no hay matemáticas y muy poca física. Hay poco sobre la ingeniería del "artefacto" probado en el desierto de Nuevo México el 16 de julio de 1945".
Thomas Powers, en su reseña de varias biografías de Oppenheimer para The New York Review, escribe que el libro "es claro en su propósito, profundamente sentido, argumentado de manera persuasiva, disciplinado en la forma y escrito con un poder literario sostenido", y señala el complejo personaje de Oppenheimer:

But it is Oppenheimer the man, not general ideas about the nuclear age, that dominates these pages. Oppenheimer emerges in all his complexity—a brainy theorist but also an "underdogger", quick in his sympathy for those at the bottom of the social ladder; a sometime revolutionary who irritated former students like Philip Morrison with his talk after the war about "Dean" and "George"—Dean Acheson and George Marshall; devoted defender of his alcoholic wife Kitty but blind to her ego-crushing treatment of their son, Peter; lifelong friend of students like Serber, and betrayer of students like Rossi Lomanitz, fr, and Bernard Peters, whom he simply threw to the Red-hunting wolves.
Pero es Oppenheimer el hombre, no las ideas generales sobre la era nuclear, lo que domina estas páginas. Oppenheimer emerge en toda su complejidad: un teórico inteligente pero también un "perdedor", rápido en su simpatía por los que se encuentran en la parte inferior de la escala social; un revolucionario en algún momento que irritó a exalumnos como Philip Morrison con su charla después de la guerra sobre "Dean" y "George"—Dean Acheson y George Marshall; devoto defensor de su esposa alcohólica Kitty pero ciego a su trato aplastante hacia su hijo, Peter; amigo de toda la vida de estudiantes como Serber, y traidor de estudiantes como Rossi Lomanitz, Joseph Weinberg, y Bernard Peters, a quienes simplemente arrojó a los lobos cazadores de rojos.

Frank A. Settle llama al libro una "investigación meticulosa" y "la biografía más completa hasta la fecha". Braham Dabscheck destaca la "erudición del más alto nivel". John S. Rigden llama al libro "bien escrito y casi libre de errores graves", y que "leer este valioso libro es una experiencia apasionante: estimula la mente y agita las emociones".
Thomas A. Julian critica el libro y los autores, y escribe que "todavía afirman, a pesar de la evidencia concluyente en contrario... que Japón ya había sido derrotado y quería 'rendirse ' , e "ignoran la perturbadora evidencia proporcionada por antiguas fuentes soviéticas de que Oppenheimer podría haber proporcionado información a la Unión Soviética sobre el proyecto de la bomba atómica de EE. UU.".

## Premios
- Premio del Círculo Nacional de Críticos de Libros 2005[13][14]
- Premio Pulitzer de Biografía o Autobiografía 2006[15]
- Premio Duff Cooper 2008[16]

## Adaptación cinematográfica
El cineasta británico-estadounidense Christopher Nolan comenzó a trabajar en una película biográfica de Oppenheimer en 2019 luego de recibir un regalo, un libro de discursos de Oppenheimer, del actor británico Robert Pattinson, quien protagonizó la película Tenet de Nolan. Nolan continuó con un nuevo interés en Oppenheimer, leyó American Prometheus y decidió basar su guion en el libro, centrándose en las audiencias de autorización de seguridad. Desde 2015, los derechos de adaptación eran propiedad del productor J. David Wargo, quien aceptó trabajar junto a Nolan.
Nolan se reunió con Bird porque a Sherwin le habían diagnosticado cáncer y no podía viajar. Bird leyó el guion antes de filmar:

"Nolan covers in a very deft way the argument among the physicists over whether the bomb was necessary or not and has Oppenheimer after Hiroshima saying the bomb was used on a virtually already defeated enemy," Bird adds. "People who know nothing about Oppenheimer will go thinking they're going to see a movie about the father of the atomic bomb." Instead, "they're going to see this mysterious figure and a deeply mysterious biographical story."
"Nolan cubre de una manera muy hábil la discusión entre los físicos sobre si la bomba era necesaria o no y tiene a Oppenheimer después de Hiroshima diciendo que la bomba se usó contra un enemigo virtualmente ya derrotado", agrega Bird. "La gente que no sabe nada sobre Oppenheimer pensará que va a ver una película sobre el padre de la bomba atómica". En cambio, "van a ver esta figura misteriosa y una historia biográfica profundamente misteriosa".

Con un presupuesto de 100 millones de dólares, la película resultante, titulada Oppenheimer, se estrenó el 21 de julio de 2023 y fue aclamada por la crítica y el público. Escrita y dirigida por Nolan, está protagonizada por Cillian Murphy como Oppenheimer.
Nolan dijo que "no creo que nunca hubiera asumido esto sin el libro de Kai y Martin", y Murphy le dijo a Bird durante la producción que el libro es "lectura obligatoria por aquí". Según Nolan, "imaginaba a Oppenheimer no como una biografía ("una fórmula en la que escribes puede ser asfixiante desde el punto de vista creativo") sino más como "un thriller, una película de atracos, un drama judicial". Nolan también dijo:

What I wanted to do was take the audience into the mind and the experience of a person who sat at the absolute center of the largest shift in history. Like it or not, J. Robert Oppenheimer is the most important person who ever lived. He made the world we live in, for better or for worse.
Lo que quería hacer era llevar a la audiencia a la mente y la experiencia de una persona que se sentó en el centro absoluto del cambio más grande de la historia. Nos guste o no, J. Robert Oppenheimer es la persona más importante que jamás haya existido. Hizo el mundo en el que vivimos, para bien o para mal.

## Otras biografías de Oppenheimer
Thomas Powers señala que Sherwin obtuvo una ventaja al escribir la biografía de Oppenheimer debido a su temprano comienzo: en 1979 muchos testigos, amigos y colegas de Oppenheimer aún vivían. Entre otras biografías están:
- Monk, Ray (2014). Robert Oppenheimer: a life inside the center (First Anchor books edición). New York: Anchor Books. ISBN 978-0385722049.[23]
- Thorpe, Charles (2006). Oppenheimer: The Tragic Intellect (en inglés). University of Chicago Press. ISBN 978-0-226-79848-6.
- McMillan, Priscilla J. (2005). The Ruin of J. Robert Oppenheimer: And the Birth of the Modern Arms Race. JHU Press. ISBN 978-1-4214-2567-2.
- Bernstein, Jeremy (2004). Oppenheimer: Portrait of an Enigma. Duckworth. ISBN 978-0-7156-3330-4.
- Cassidy, David C. (2004). J. Robert Oppenheimer and the American Century. Johns Hopkins University Press. ISBN 978-0-8018-9317-9.
- Herken, Gregg (2002). Brotherhood of the bomb: the tangled lives and loyalties of Robert Oppenheimer, Ernest Lawrence, and Edward Teller. New York: H.Holt. ISBN 978-0-8050-6588-6.
- Rhodes, Richard (1986). The Making of the Atomic Bomb (en inglés). Simon & Schuster. ISBN 978-0-671-65719-2.
- Goodchild, Peter (1980). J. Robert Oppenheimer: Shatterer of Worlds (en inglés). Houghton Mifflin. ISBN 978-0-395-30530-0.